# Ottochloa
Ottochloa é um género botânico pertencente à família Poaceae. É originário da América do Norte.
O género foi descrito por James Edgar Dandy e publicado em  Journal of Botany, British and Foreign 69(2): 54. 1931. A espécie-tipo é Ottochloa nodosa (Kunth) Dandy. Substituiu o género Hemigymnia Stapf., que é um sinónimo.
Trata-se de um género reconhecido pelo sistema de classificação filogenética Angiosperm Phylogeny Website.

## Etimologia
O nome do género foi outorgado em honra de Otto Stapf, um agrostólogo.

## Espécies
O género tem 6 espécies descritas, das quais 3 são aceites:
- Ottochloa gracillima C.E.Hubb.
- Ottochloa grandiflora Jansen
- Ottochloa nodosa (Kunth) Dandy